# Fëanor
Fëanor je jedna z významných postav románu Silmarillion od J. R. R. Tolkiena. Fëanor, známý také pod jménem Curufinwë, je považován za jednoho z největších, nejzručnějších, ale také nejpyšnějších z elfů. Byl vůdcem vzpoury Noldor.

## Rodina
Fëanor byl nejstarším synem velekrále Noldor Finwëho a jediným dítětem jeho manželky Míriel, která zemřela nedlouho po Fëanorově porodu, protože prý odevzdala veškerou životní sílu svému synovi. Byl pojmenován Curufinwë, ale byl známější pod jménem Fëanor, což je sindarsko-quenijská obdoba jména, jež mu dala matka – Fëanáro, Ohnivý duch.
Fëanor měl dva nevlastní bratry Fingolfina a Finarfina, syny Finwëho a Indis. Především s Fingolfinem byly jeho vztahy postupem času velmi napjaté. Jeho ženou se stala Nerdanel, s níž měl sedm synů. Byli to: Maedhros, Maglor, Celegorm, Caranthir, Curufin (který byl pojmenován podle Fëanorova rodného jména), Amrod a Amras. Někteří synové převzali otcovu pyšnou a vznětlivou povahu, jiní byli spíše mírnější po matce.

## Život
Fëanor už v mládí dokázal vylepšit tehdejší písmo elfů - Rúmilovo sarati, jež nahradil písmem zvaným tengwar, které se od té doby stále používalo. Byl zřejmě nejzručnějším ze všech elfů a vytvořil mnoho podivuhodných děl. Dokázal uměle zhotovovat drahokamy, které předčily i ty přírodní a byl tvůrcem palantírů, Vidoucích kamenů. Za jeho největší dílo (a také jeho zkázu) se považují silmarily, tři klenoty, které dokázaly uchovávat světlo Dvou Stromů. K jejich vytvoření ho prý inspirovala krása vlasů Galadriel, které jakoby samy zachycovaly světlo Dvou stromů.

### Vzpoura Noldor
Když Melkor ukradl silmarily, zničil Dva stromy a zabil Finwëho a Fëanor zjistil, že se nedočká pomoci Valar, promluvil k Noldor a většinu jich shromáždil k pronásledování Melkora, jehož nazval Morgoth, Temný nepřítel Světa. Melkor uprchl do Středozemě do své pevnosti v horách Thangorodrim. Fëanor a jeho synové složili strašlivou přísahu, že budou pronásledovat kohokoli, kdo by jim upíral silmarily – za což byli navěky vyhoštěni z Valinoru.
Fëanor postupoval na sever a v Alqualondë požádal Teleri o vydání jejich lodí, aby se mohl přeplavit do Středozemě. Teleri odmítli a Fëanor si vzal lodě násilím, došlo k Zabíjení rodných. Poté sdělil Mandos Noldor Proroctví Severu o osudu, jenž je čeká ve Středozemi. Fëanor odmítl čekat na shromáždění vojsk vedených jeho bratry a rychle přeplul do Středozemě. Protože se chtěl pomstít svému bratru Fingolfinovi a nechtěl se s ním už setkat, dal lodě Teleri spálit. Fingolfin se však se svým lidem vypravil do Středozemě přes Helcaraxë, Ledovou tříšť; na této cestě mnoho Noldor zahynulo a ti ostatní si do Středozemě přinesli trpkou nenávist k Fëanorovu lidu. Fingolfin s Fëanorem se nicméně už nesetkali.
Fëanorovo vojsko přistálo u hor Lammoth, Hor ozvěn, poté prošlo zemí Hithlum a v kraji Mithrim se utábořili u stejnojmenného jezera. Než byl tábor zbudován, Noldor byli přepadeni skřety a došlo k druhé Beleriandské bitvě, Bitvě pod hvězdami, Dagor-nuin-Giliath. Skřeti byli poraženi, ale Fëanor je pronásledoval až k branám Angbandu, Morgothova sídla. Z Angbandu vyšlo vojsko vedené balrogy a jejich pán Gothmog Fëanora smrtelně ranil, jeho synům se však ještě podařilo odnést ho z bitevního pole. Těsně před smrtí, když Fëanor spatřil věže Thangorodrim, uvědomil si, že žádná elfí síla nikdy nedokáže Morgotha přemoci.
Fëanor zemřel na svazích Ered Wethrin  a jeho tělo se okamžitě změnilo v popel.

## Rodokmen
|          |          | Finwë    | Finwë    | Finwë    | Finwë    | Finwë  | Finwë  |          |          | Míriel   | Míriel   | Míriel    | Míriel    | Míriel    | Míriel    |             |           | Mahtan   | Mahtan   | Mahtan   | Mahtan   | Mahtan   | Mahtan   |       |       |       |       |       |       |  |  |
|          |          | Finwë    | Finwë    | Finwë    | Finwë    | Finwë  | Finwë  |          |          | Míriel   | Míriel   | Míriel    | Míriel    | Míriel    | Míriel    |             |           | Mahtan   | Mahtan   | Mahtan   | Mahtan   | Mahtan   | Mahtan   |       |       |       |       |       |       |  |  |
|          |          |          |          |          |          |        |        |          |          |          |          |           |           |           |           |             |           |          |          |          |          |          |          |       |       |       |       |       |       |  |  |
|          |          |          |          |          |          |        |        |          |          |          |          |           |           |           |           |             |           |          |          |          |          |          |          |       |       |       |       |       |       |  |  |
|          |          |          |          |          |          | Fëanor | Fëanor | Fëanor   | Fëanor   | Fëanor   | Fëanor   |           |           |           |           |             |           | Nerdanel | Nerdanel | Nerdanel | Nerdanel | Nerdanel | Nerdanel |       |       |       |       |       |       |  |  |
|          |          |          |          |          |          | Fëanor | Fëanor | Fëanor   | Fëanor   | Fëanor   | Fëanor   |           |           |           |           |             |           | Nerdanel | Nerdanel | Nerdanel | Nerdanel | Nerdanel | Nerdanel |       |       |       |       |       |       |  |  |
|          |          |          |          |          |          |        |        |          |          |          |          |           |           |           |           |             |           |          |          |          |          |          |          |       |       |       |       |       |       |  |  |
|          |          |          |          |          |          |        |        |          |          |          |          |           |           |           |           |             |           |          |          |          |          |          |          |       |       |       |       |       |       |  |  |
|          |          |          |          |          |          |        |        |          |          |          |          |           |           |           |           |             |           |          |          |          |          |          |          |       |       |       |       |       |       |  |  |
|          |          |          |          |          |          |        |        |          |          |          |          |           |           |           |           |             |           |          |          |          |          |          |          |       |       |       |       |       |       |  |  |
| Maedhros | Maedhros | Maedhros | Maedhros | Maedhros | Maedhros |        |        | Celegorm | Celegorm | Celegorm | Celegorm | Celegorm  | Celegorm  |           |           | Curufin     | Curufin   | Curufin  | Curufin  | Curufin  | Curufin  |          |          | Amras | Amras | Amras | Amras | Amras | Amras |  |  |
| Maedhros | Maedhros | Maedhros | Maedhros | Maedhros | Maedhros |        |        | Celegorm | Celegorm | Celegorm | Celegorm | Celegorm  | Celegorm  |           |           | Curufin     | Curufin   | Curufin  | Curufin  | Curufin  | Curufin  |          |          | Amras | Amras | Amras | Amras | Amras | Amras |  |  |
|          |          |          |          |          |          |        |        |          |          |          |          |           |           |           |           |             |           |          |          |          |          |          |          |       |       |       |       |       |       |  |  |
|          |          |          |          |          |          |        |        |          |          |          |          |           |           |           |           |             |           |          |          |          |          |          |          |       |       |       |       |       |       |  |  |
|          |          |          |          | Maglor   | Maglor   | Maglor | Maglor | Maglor   | Maglor   |          |          | Caranthir | Caranthir | Caranthir | Caranthir | Caranthir   | Caranthir |          |          | Amrod    | Amrod    | Amrod    | Amrod    | Amrod | Amrod |       |       |       |       |  |  |
|          |          |          |          | Maglor   | Maglor   | Maglor | Maglor | Maglor   | Maglor   |          |          | Caranthir | Caranthir | Caranthir | Caranthir | Caranthir   | Caranthir |          |          | Amrod    | Amrod    | Amrod    | Amrod    | Amrod | Amrod |       |       |       |       |  |  |
|          |          |          |          |          |          |        |        |          |          |          |          |           |           |           |           |             |           |          |          |          |          |          |          |       |       |       |       |       |       |  |  |
|          |          |          |          |          |          |        |        |          |          |          |          |           |           |           |           |             |           |          |          |          |          |          |          |       |       |       |       |       |       |  |  |
|          |          |          |          |          |          |        |        |          |          |          |          |           |           |           |           | Celebrimbor |           |          |          |          |          |          |          |       |       |       |       |       |       |  |  |
|          |          |          |          |          |          |        |        |          |          |          |          |           |           |           |           |             |           |          |          |          |          |          |          |       |       |       |       |       |       |  |  |

| Velekrál Noldor   | Velekrál Noldor | Velekrál Noldor     |
| ----------------- | --------------- | ------------------- |
| Předchůdce: Finwë | Fëanor          | Nástupce: Fingolfin |